# Ахунов, Рустам Рахматжонович
Рустам Рахматжонович Ахунов (26 июля 1977) — киргизский футболист и футбольный тренер.

## Биография
В качестве футболиста более 10 лет выступал за «Семетей»/ФК «Кызыл-Кия», сыграл более 100 матчей в высшей лиге Кыргызстана. В 1995 году стал бронзовым призёром чемпионата страны и обладателем Кубка Кыргызстана. Далеко не во всех сезонах был основным игроком команды, так в 1994 году, когда «Семетей» стал серебряным призёром, футболист сыграл один матч, а в 1999 году, когда клуб вышел в финал национального Кубка — провёл 3 матча.
В 2003—2004 годах выступал в высшей лиге за ошский «Алай». О дальнейших выступлениях сведений нет[уточнить].
В 2008 году работал главным тренером клуба «Нефтчи» (Кочкор-Ата), под его руководством команда заняла четвёртое место в высшей лиге.
По состоянию на 2018 год был главным тренером клуба «Шахтёр» (Кызыл-Кия), привёл команду к победе в южной зоне первой лиги 2018 года.